# كتك العليا (غندمان)
كتك العليا (بالفارسية: کتک علیا) هي قرية تقع في إيران في قسم غندمان الريفي. يقدر عدد سكانها بـ 133 نسمة بحسب إحصاء 2016.